# Rue Serpente
La rue Serpente est une voie située dans le quartier de la Monnaie dans le 6e arrondissement de Paris, en France.

## Situation et accès
La rue Serpente est desservie par la ligne 4 à la station Odéon et la ligne 10 à la station Cluny - La Sorbonne.

## Origine du nom
La rue Serpente, qui commençait rue de la Harpe et finissait rue Hautefeuille, fut ouverte en 1179 sous le nom de vicus Serpentus, comme l'indiquent des actes notariés[réf. nécessaire], en raison des sinuosités qu'elle décrivait. En 1180, elle est appelée « rue du Serpent » ; en 1263, vicus Tortuosus qui est ad oppositis Palatii Termanum (« rue sinueuse qui est en face du palais des Thermes ») et, vers 1295, « rue de la Serpente » ou « rue Serpente ».
Vers 1280-1300, elle est citée dans Le Dit des rues de Paris de Guillot de Paris sous la forme « rue de la Serpent ».
Le tracé actuel de la rue a absorbé une autre rue historique du vieux Paris, connue sous le nom de « rue du Battoir-Saint-André » lorsque l'odonyme disparut. Cette rue, qui commençait rue Hautefeuille et finissait rue de l'Éperon, s'appelait en 1292 « rue Jehan-de-Fontenoy ». Elle est citée dans Le Dit des rues de Paris de Guillot de Paris sous le nom de « rue de la Plâtrière » ; en 1430, elle est appelée « Haute-Rue » dite « rue Bastouer », en 1520, « rue de la Vieille-Plâtrière », puis « rue du Battoir », du fait d'une enseigne qui s'y trouvait.

## Historique
La rue actuelle résulte de la fusion, en 1851, de la rue du Battoir-Saint-André entre la rue Hautefeuille et la rue de l'Éperon, et la rue Serpente entre la rue de la Harpe et la rue Hautefeuille.

### Rue Serpente
La rue Serpente, qui commençait la rue de la Harpe et finissait rue Hautefeuille, fut ouverte en 1179, sous le nom de vicus Serpentus, comme l'indiquent des actes notariés, en raison des sinuosités qu'elle décrivait.  
En 1180, elle est appelée « rue du Serpent », en 1263, vicus Tortuosus qui est ad oppositis Palatii Termanum (« rue sinueuse qui est en face du palais des Thermes ») et vers 1295, « rue de la Serpente » ou « rue Serpente ».
Vers 1280-1300, elle est citée dans Le Dit des rues de Paris de Guillot de Paris sous la forme « rue de la Serpent ».
Elle est citée sous le nom de « rue de la Serpente » dans un manuscrit de 1636.

### Rue du Battoir-Saint-André
La rue du Battoir-Saint-André, qui commençait rue Hautefeuille et finissait rue de l'Éperon, s'appelait en 1292 « rue Jehan-de-Fontenoy ». 
Elle est citée dans Le Dit des rues de Paris sous le nom de « rue de la Plâtrière ».
En 1430, elle est appelée « Haute-Rue » dite « rue Bastouer ».
En 1520, « rue de la Vieille-Plâtrière » puis « rue du Battoir » en raison d'une enseigne.
Elle est citée sous le nom de « rue du Battouer » dans un manuscrit de 1636.

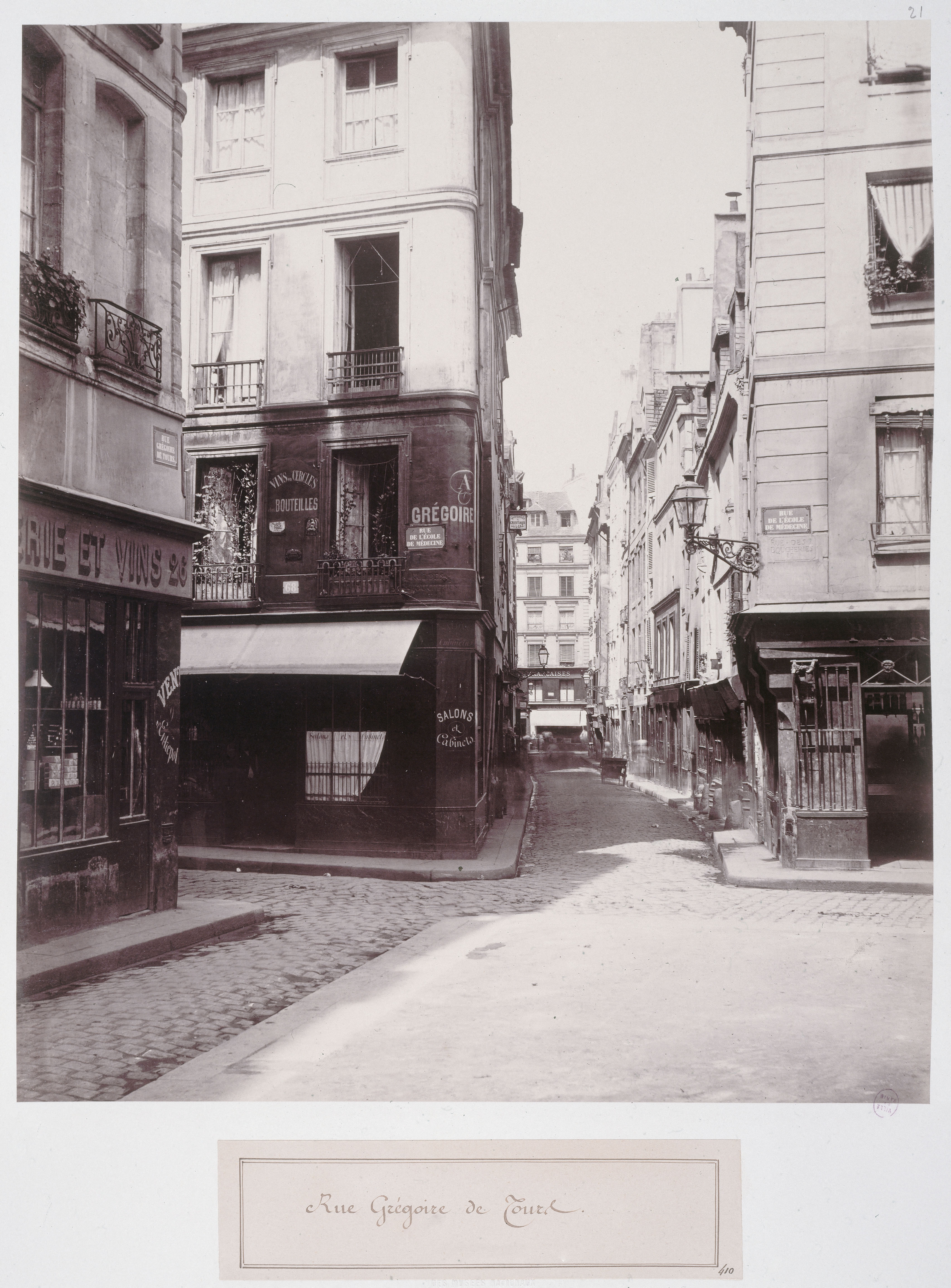
La rue Serpente, vue prise de la rue de l'Éperon vers 1865 (photographie de Charles Marville).
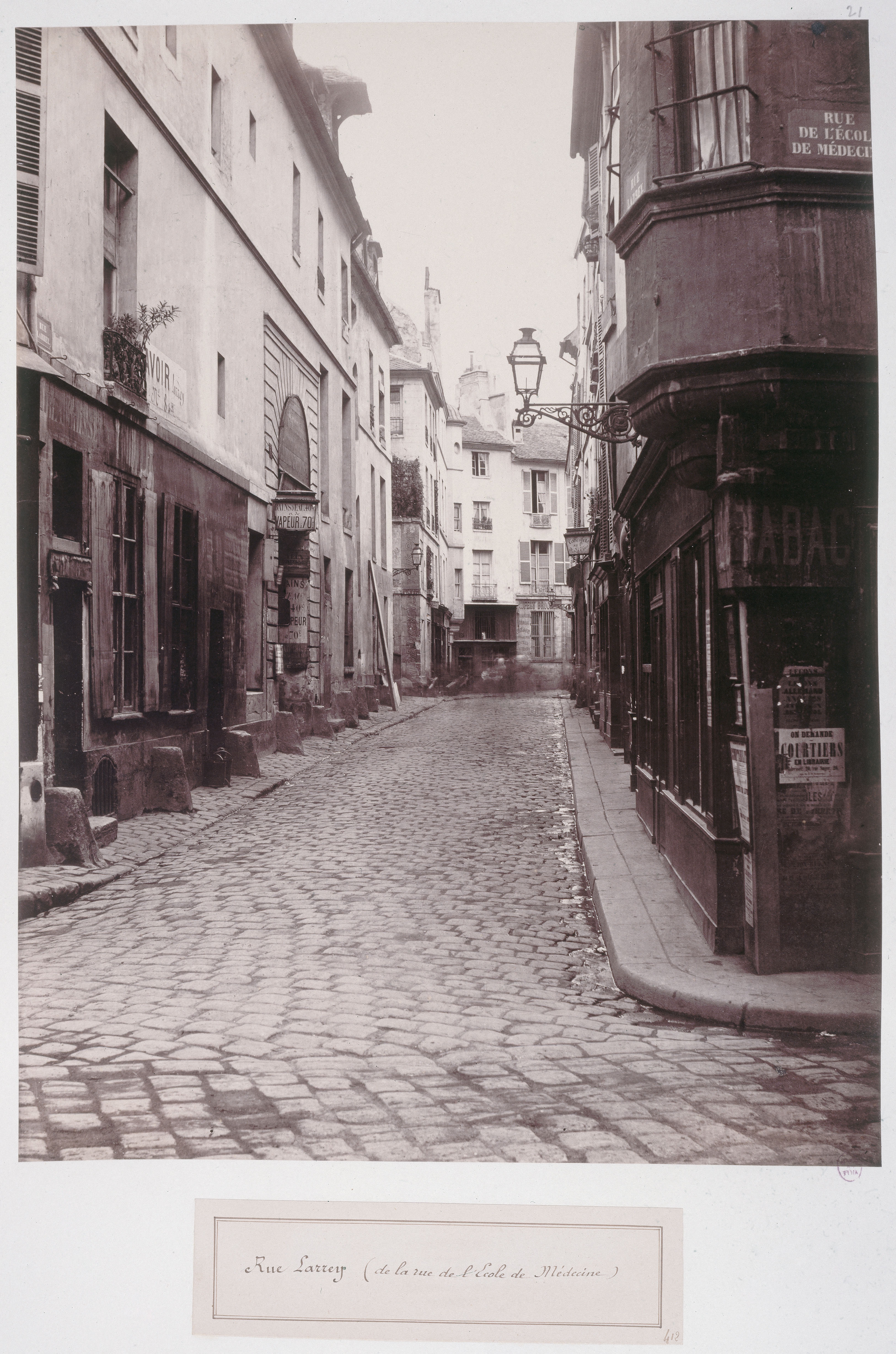
La rue Serpente, vue prise de la rue Hautefeuille vers 1865 (photographie de Charles Marville).
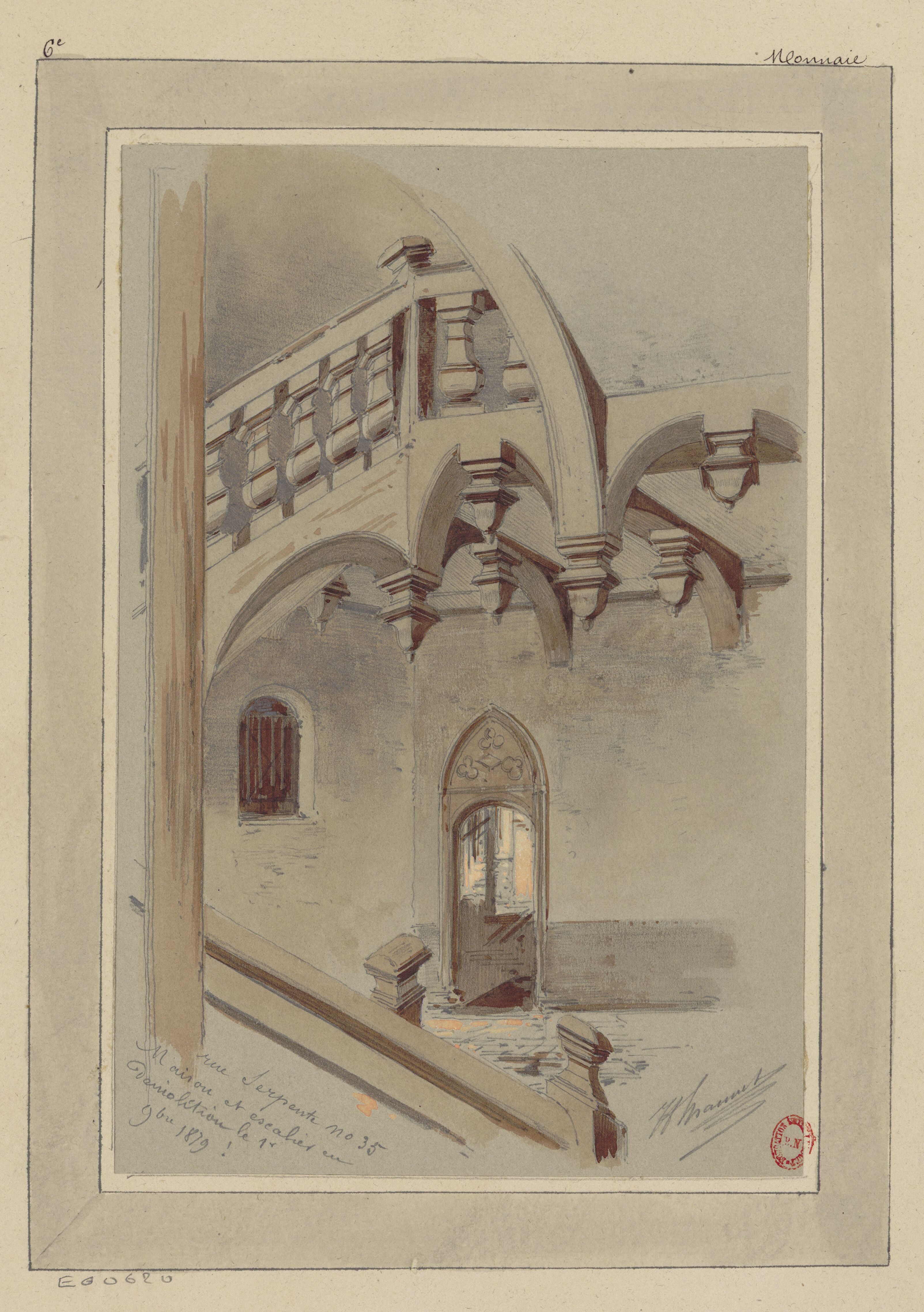
escalier du no 35 en 1879 avant sa démolition (dessin de Jules-Adolphe Chauvet).
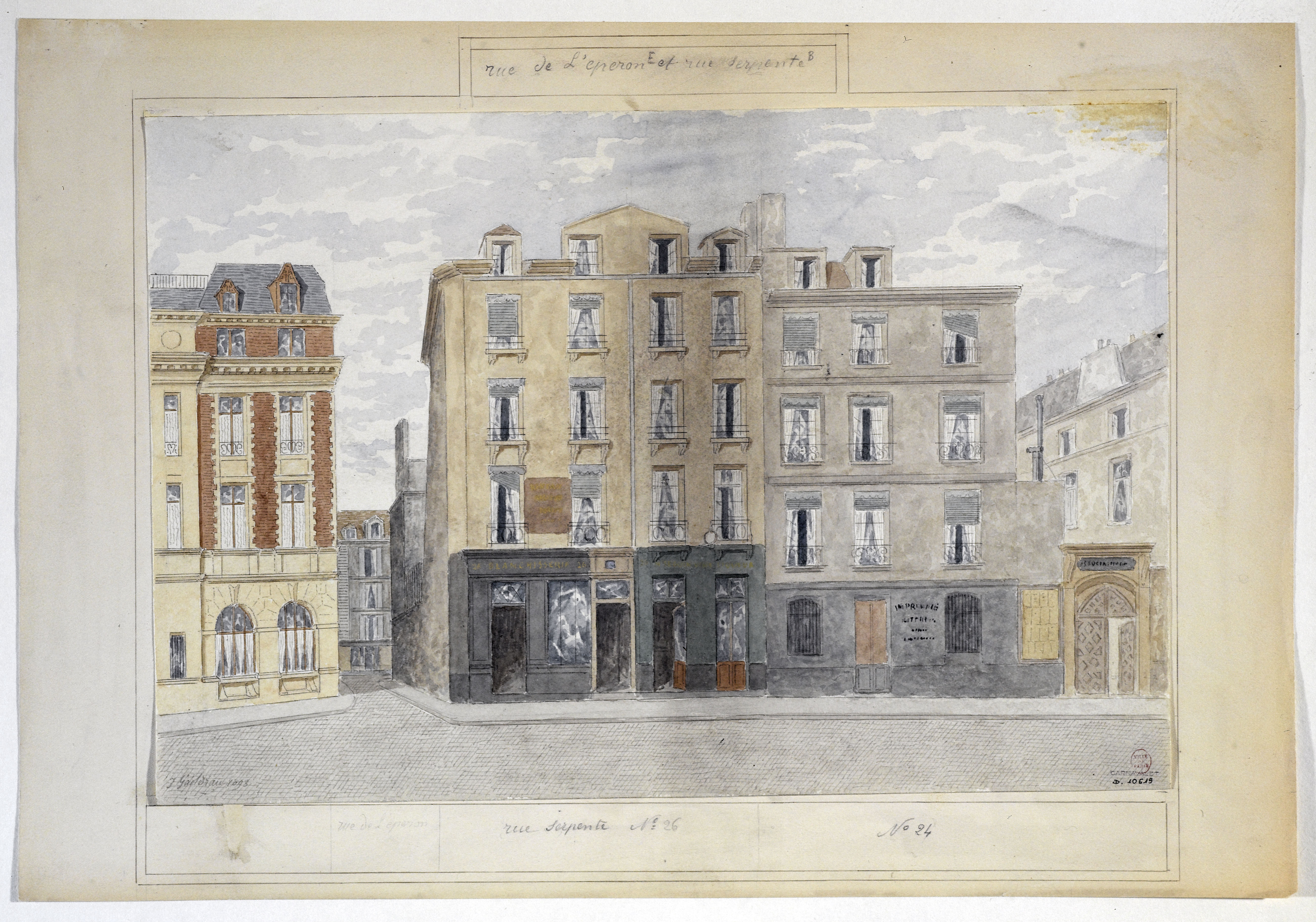
Les nos 24 et 25 en 1893 (dessin de Jules Gaildrau).
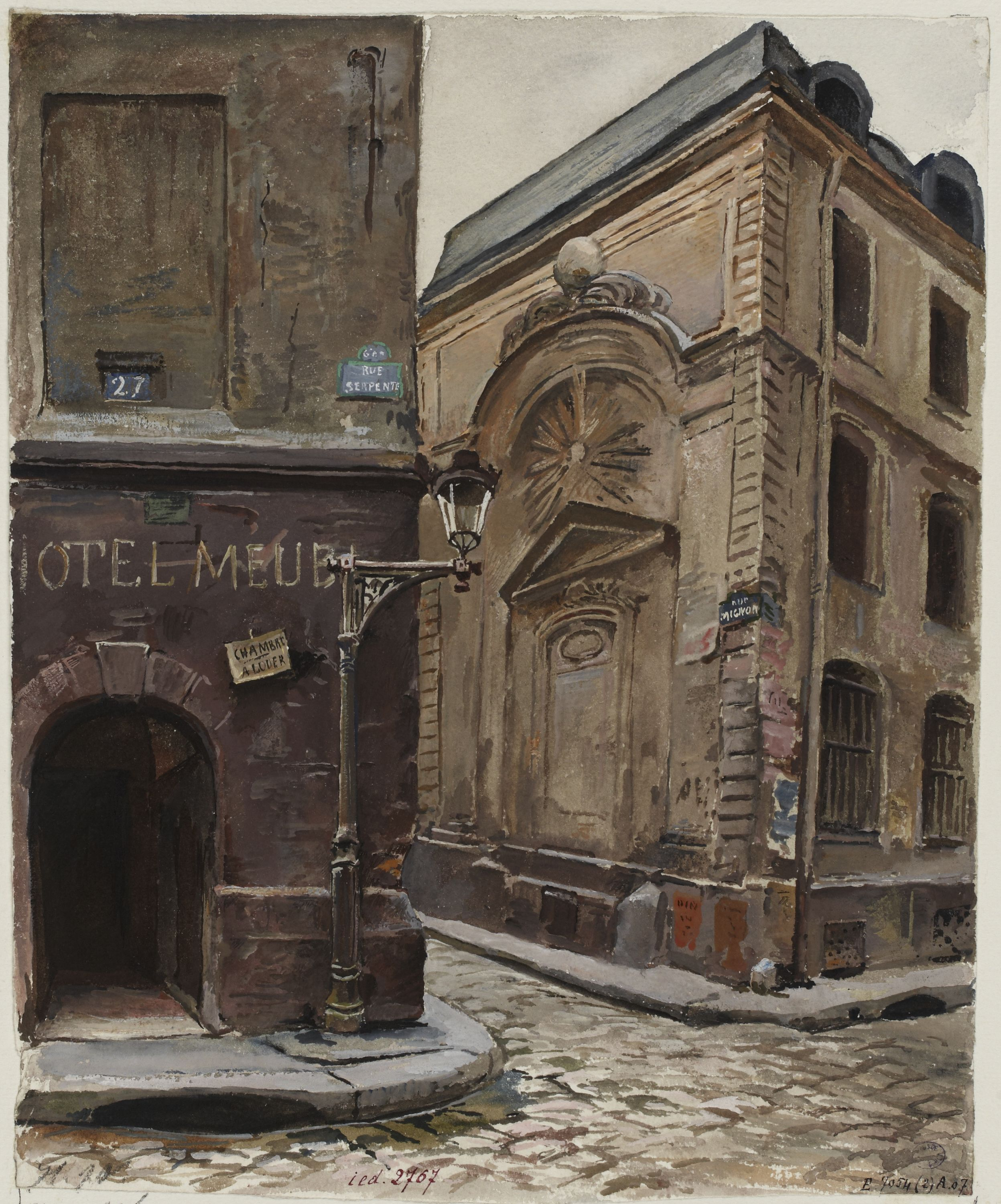
Le carrefour des rues Mignon et Serpente en 1898 (dessin de Georges-Henri Manesse).
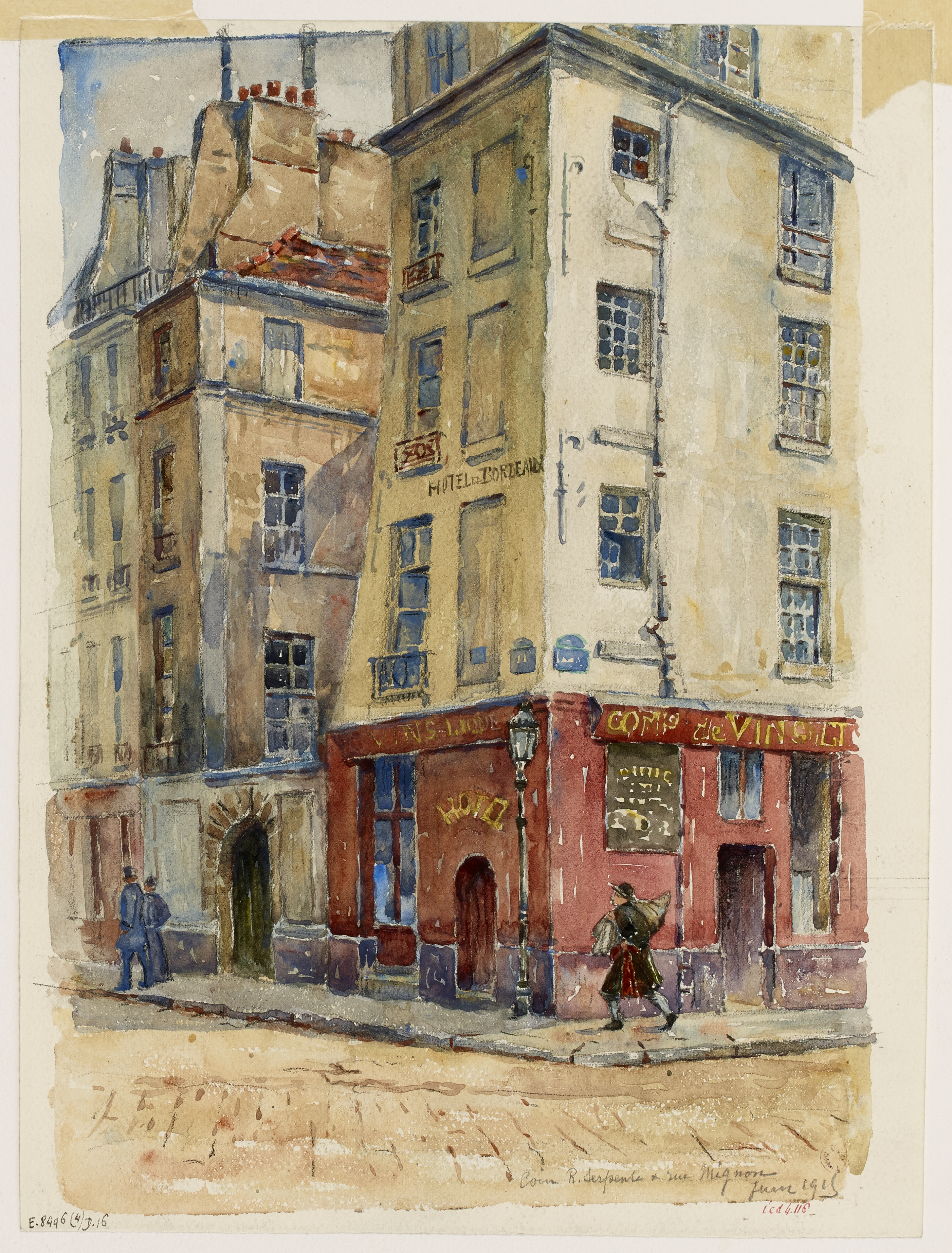
Le coin avec la rue Mignon en 1915 (dessin de Hermine Waternau).

## Bâtiments remarquables et lieux de mémoire
- Les archives de la presse permettent de retrouver la trace et de situer plusieurs librairies ou organes de presse établis dans la rue il y a plus de deux siècles : au no 9 le bureau du Journal des Dames en 1791[2], au no 13 la librairie Aimé Payen en 1825[3], au no 14 l’éditeur-libraire Chez Plancher en 1817[4], au no 16 Chez L’Huillier en 1816[5], au no 17 Chez Garnery en 1790[6]... Dans le roman Illusions perdues, Honoré de Balzac y établit deux de ses personnages, eux aussi libraires, qui occupent « le rez-de-chaussée d’un de ces vieux hôtels de la rue Serpente, où le cabinet de la maison se trouvait au bout de vastes salons convertis en magasins »[7].
- Le cinéma d'art et d'essai MK2 Hautefeuille, situé au croisement de la rue Hautefeuille.
- No 7 : emplacement du collège de Tours, fondé par l'archevêque Étienne de Bourgueil en 1330, avant d'être rattaché à l'université de Paris en 1763.
- No 13 : emplacement de la librairie de C.G.F. Lamyre, auquel s'associa, peu de temps avant sa mort, Déodat Gratet de Dolomieu[8].
- No 14-16 : hôtel Serpente, ancien emplacement de la boutique du marchand d'estampes Henri-Louis Basan (vers 1802), fils de Pierre-François Basan, et où est installé l’éditeur-libraire Chez Plancher en 1817, puis en 1829 le libraire Gauthier frères et Cie[9].
- No 15 : emplacement du collège de Suesse ou d'Upsal, fondé en 1291 ou 1315[10] pour les étudiants suédois de l'université de Paris par maître André, prévôt d'Uppsala en Suède, probablement pour le compte du chapitre de la cathédrale d'Uppsala. Il consiste en deux maisons adjacentes situées rue Serpente et rue des Deux-Portes. Il décline rapidement, malgré plusieurs tentatives de l'évêque et du chapitre d'Uppsala pour y envoyer des pensionnaires, et, au milieu du XIVe siècle, il est dit « que, depuis longtemps, les étudiants suédois ne viennent plus étudier à Paris[réf. nécessaire] ». En 1354, le collège est définitivement vendu à Yves Simon, secrétaire du roi de France, à charge de verser à l'avenir une pension de 7 livres parisis aux élèves suédois qui viendraient s'établir à Paris. Le jardin commun aux deux maisons reste la propriété de la nation suédoise et, à partir de 1374, est loué à un autre secrétaire royal pour la somme de 40 sous par an.
- No 28 : la Maison de la recherche de Sorbonne Université, ancien hôtel des Sociétés savantes.
- No 34 : en 1924, Eugénie Droz y ouvre sa librairie[11],[12].

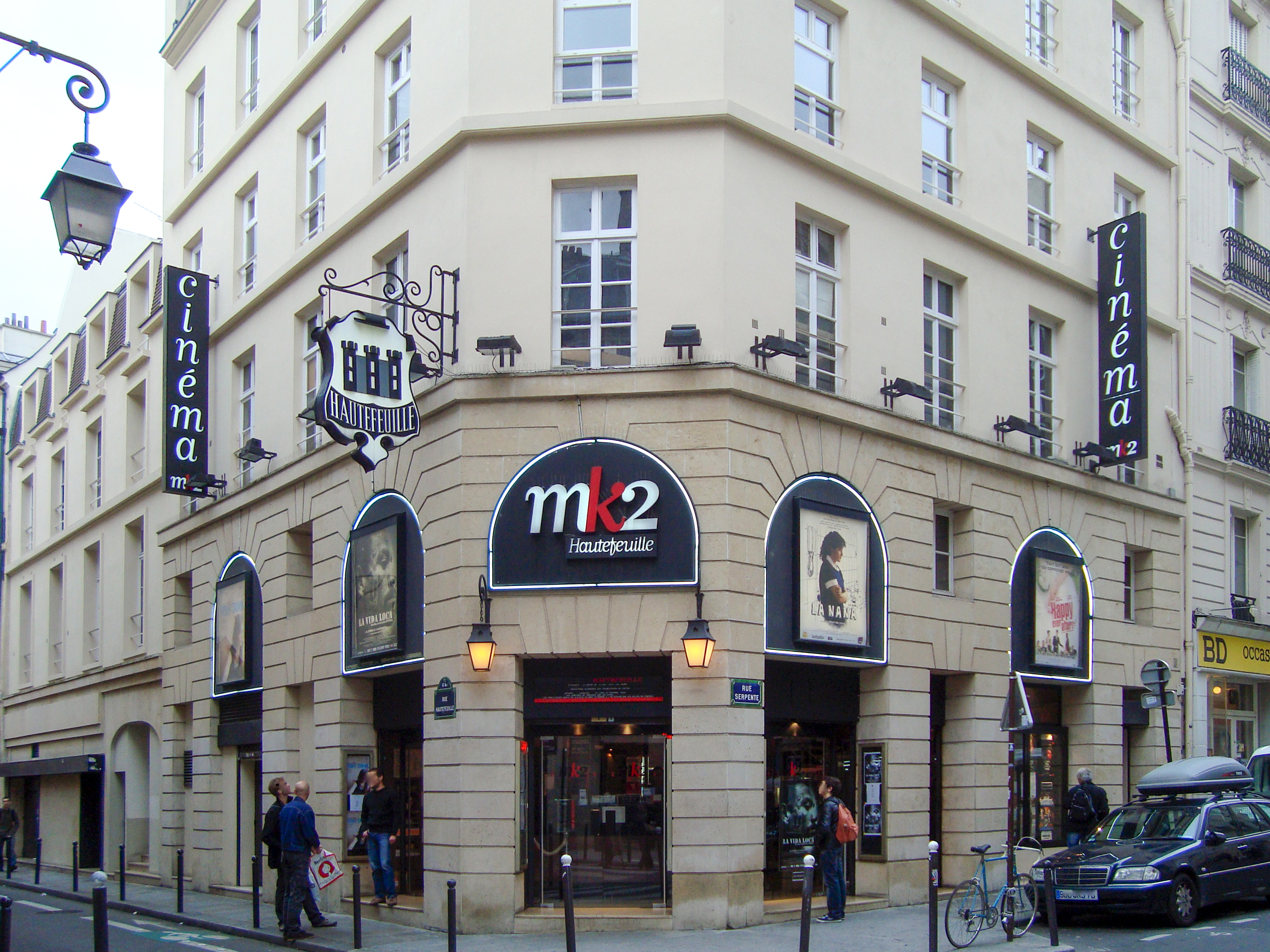
Le cinéma MK2 Hautefeuille.
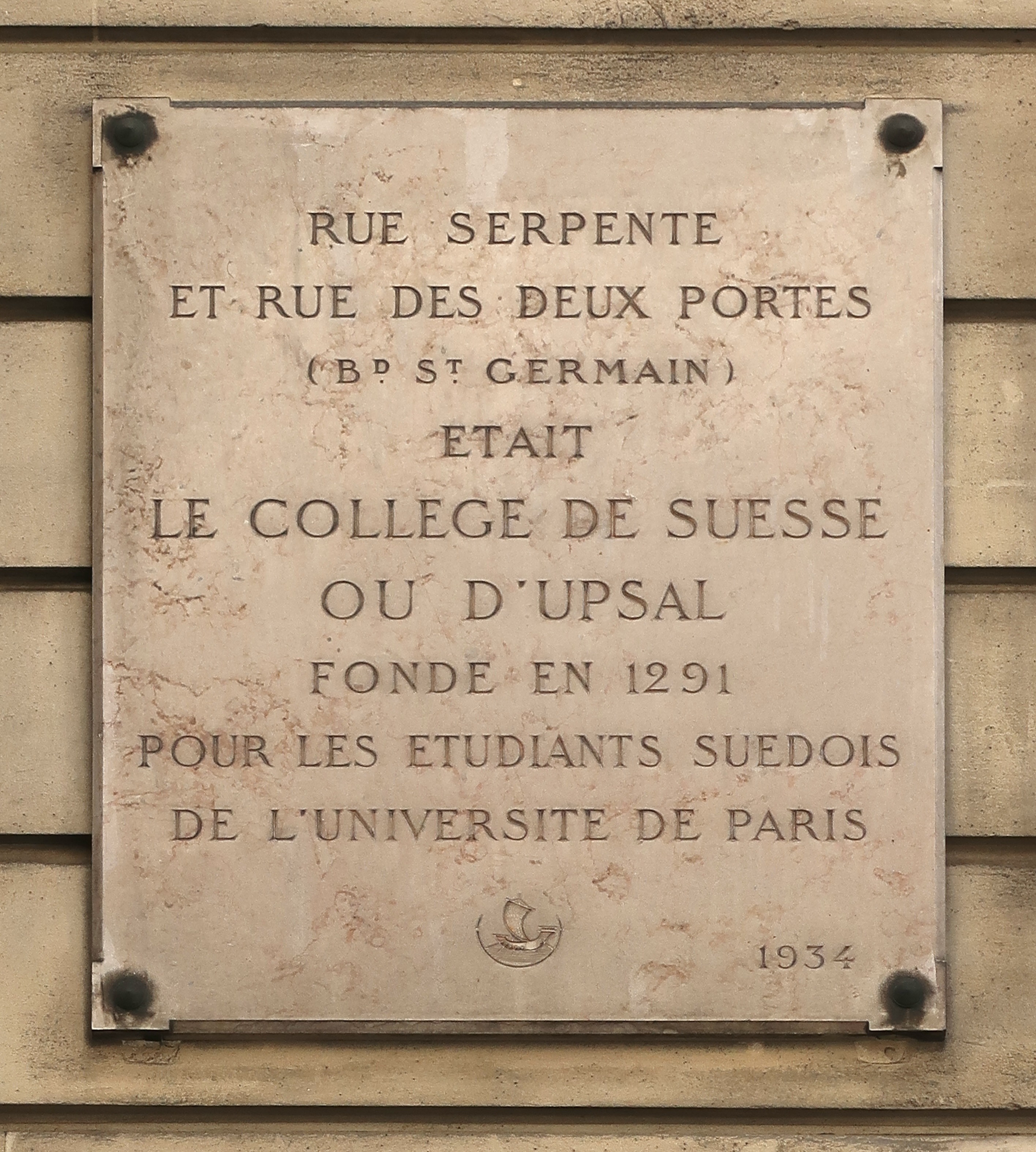
Plaque au no 15 rappelant que le site abritait autrefois le collège de Suesse ou d'Upsal, fondé en 1291 pour les étudiants suédois de l'université de Paris.